# Pogonomelomys brassi
Pogonomelomys brassi is een zoogdier uit de familie van de Muridae. De wetenschappelijke naam van de soort werd voor het eerst geldig gepubliceerd door Tate & Archbold in 1941.